# 登陸 (氣象學)

颶風瑪麗亞原有的出色結構在登陸波多黎各之後立即瓦解

登陸（英文：Landfall），為氣象學術語，意思為在海上形成的風眼越過海岸線。
北半球的颱風或颶風形成后，會在大氣環流和科里奧利力的影響下逆時針旋轉，從熱帶海面向西方或西北方運動。南半球的颶風則順時針旋轉，向東方或東南方運動。
在西北太平洋和中國南海形成的颱風向西北方運動時，可能穿過台灣海峽在中國東南沿海登陸，或在台灣登陸，或轉向日本登陸，或在南亞次大陸、東南亞登陸；少數颱風徑直向北在中國遼寧、山東登陸。在北印度洋形成的颱風可能在南亞或西亞登陸。
在大西洋、加勒比海、東北太平洋形成的颶風可能在太平洋諸島、美國、墨西哥等處登陸。在南印度洋與南太平洋形成的颶風可能在澳大利亞或東南亞登陸。
風暴靠近陸地或登陸時，風暴附近風力強大，會給地面房屋、設施帶來破壞。

## 参阅
- 雨带